# Satyendra Nath Bose
Satyendra Nath Bose (în bengaleză /sɐθ.jin.ðrɐ nɑθ bos/) (n. 1 ianuarie 1894 – d. 4 februarie 1974) a fost un fizician bengalez, specialist în fizică matematică. Este cunoscut pentru lucrările sale din domeniul mecanicii cuantice în anii 1920, prin care a pus bazele statisticii Bose-Einstein și pentru Condensatul Bose-Einstein. După el a fost denumit bosonul.

## Biografie
Deși s-au acordat mai multe premii Nobel pentru cercetările legate de conceptele de boson, statistica Bose-Einstein și condensatul Bose-Einstein — ultima dată chiar în 2001, când s-a acordat Premiul Nobel pentru Fizică pentru dezvoltarea teoriei condensatelor Bose-Einstein, Bose însuși nu a primit niciodată Premiul Nobel pentru Fizică. Printre alte calități ale sale, Bose vorbea mai multe limbi străine și știa să cânte la Esraj, un instrument muzical similar cu vioara.

## Despre Bose
În cartea sa, The Scientific Edge, fizicianul Jayant Narlikar a observat:
„Lucrarea lui S.N.Bose privind statistica particulelor (circa 1922), care a clarificat comportamentul fotonilor (particulele de lumină închise) și a deschis porțile unor noi idei privind statistica microsistemelor care se supun regulilor teoriei cuantice, a fost una din cele mai mari zece realizări ale științei indiene a secolului al XX-lea și poate fi considerată de nivelul Premiului Nobel." ”